# 化学平衡
化学平衡（英語：Chemical equilibrium）是指在宏观条件的可逆反应中，化学反应正逆反应速率相等，且反应物濃度和生成物浓度不再改變的状态。
化学平衡也是化学热力学的主要研究內容。

## 化學平衡的特徵
當一個化學反應達到化學平衡後，需要外部變因恆定才能保持此平衡狀態。如果外部變因有所改變，此平衡狀態將被打破，反應將往另外一個平衡狀態進行。根据勒沙特列原理，當一個已達平衡的系統被變動，該系統會隨之改變，以抗衡該變動。
1. 逆：化學平衡存在於可逆反應中。
2. 等：正反應與逆反應速率相等。
3. 動：化學平衡是一種動態平衡，也就是說，雖然宏觀下物質的量不再改變，但實際微觀上是物質不斷反應與生成。
4. 定：宏觀下反應物與生成物的物質的量恒定不再改變。
5. 變：條件改變，化學平衡就可能移動。
6. 閉：一個化學平衡只存在於一個閉合系統，沒有物質的進入或離開。

## 化學平衡的判斷

### 直接標誌
- 正逆反應速率相等
- 反應物與生成物物質的量不再改變

### 間接標誌
- 反应前后气体体积不同的反应，气体体积不发生改变。
  - 如反应{\displaystyle \mathrm {N_{2}} (g)+\mathrm {3H_{2}} (g)\leftrightarrow \mathrm {2NH_{3}} (g)}，若其体积不发生改变，则说明已经达到平衡。
- 反应物和生成物颜色不同的反应，混合物的颜色不发生改变。
  - 如反应{\displaystyle \mathrm {2NO_{2}} (g)}（红棕色）{\displaystyle \leftrightarrow \mathrm {N_{2}O_{4}} (g)}（无色），若混合气体颜色不发生改变，则说明已经达到平衡。
- 反应前后气体体积不同的反应，气体密度不发生改变。
  - 如反应{\displaystyle \mathrm {2SO_{2}} (g)+\mathrm {O_{2}} (g)\leftrightarrow \mathrm {2SO_{3}} (g)}，若混合气体密度不发生改变，则说明已经达到平衡。
- 反应体系的热量不再发生变化。
  - 如反应{\displaystyle \mathrm {N_{2}} (g)+\mathrm {3H_{2}} (g)\leftrightarrow \mathrm {2NH_{3}} (g)-Q}，若混合气体不放热或吸热，则说明反应已经达到平衡。

### 熱力學
判斷化學反應是否平衡，還可使用此式判斷
ΔrGm=ΣνΑμΑ=0
其中，μA是指反应中A物质的化学势。也就是说，化学反应达到平衡状态，意味着生成物的吉布斯自由能G达到最小。理论上来讲，对于产物已知的化学反应，应用吉布斯最小自由能法，结合反应物和生成物的热力学数据，就可以计算出平衡产物。

## 化学平衡反应的种类以及示例
1.一般化学平衡（可逆反应）
- 平衡示例：
  - {\displaystyle \mathrm {Cl_{2}} (g)+\mathrm {H_{2}O} (l)\rightleftharpoons \mathrm {HCl} (aq)+\mathrm {HClO} (aq)}

2.溶解平衡
- 平衡示例：
  - {\displaystyle \mathrm {CO_{2}} (g)\rightleftharpoons \mathrm {CO_{2}} (aq)}

3.沉淀平衡
- 平衡示例：
  - {\displaystyle \mathrm {Ag^{+}} (aq)+\mathrm {Cl^{-}} (aq)\rightleftharpoons \mathrm {AgCl} (s)}

4.电离平衡
- 平衡示例：
  - 弱酸：{\displaystyle \mathrm {3HF\rightleftharpoons H_{2}F^{+}+HF_{2}^{-}} }
  - 弱碱：{\displaystyle \mathrm {NH_{3}+H_{2}O\rightleftharpoons NH_{4}^{+}+OH^{-}} }
  - {\displaystyle \mathrm {H_{2}O:2H_{2}O\rightleftharpoons H_{3}O^{+}+OH^{-}} }

## 平衡混合物
體系處於平衡狀態時，反應物和生成物的混合物稱為平衡混合物。